# Franck Fréon

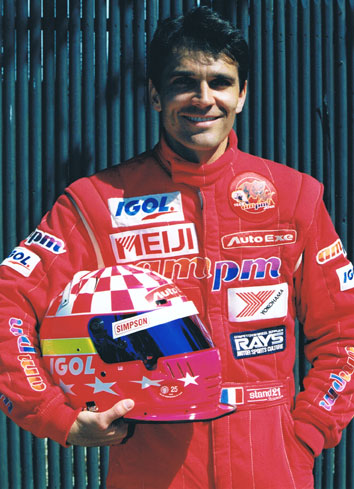
Franck Fréon 1995

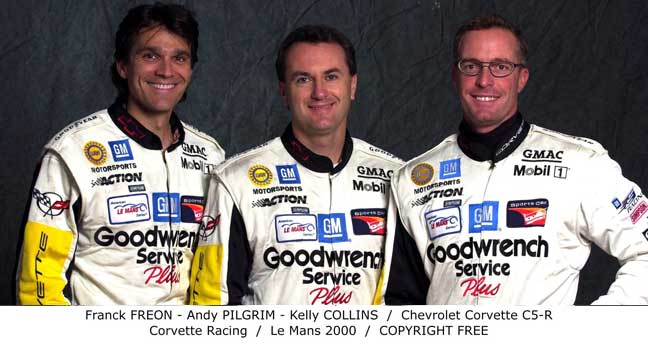
Franck Fréon mit den Teamkollegen Andy Pilgrim und Kelly Collins beim 24-Stunden-Rennen von Le Mans 2003

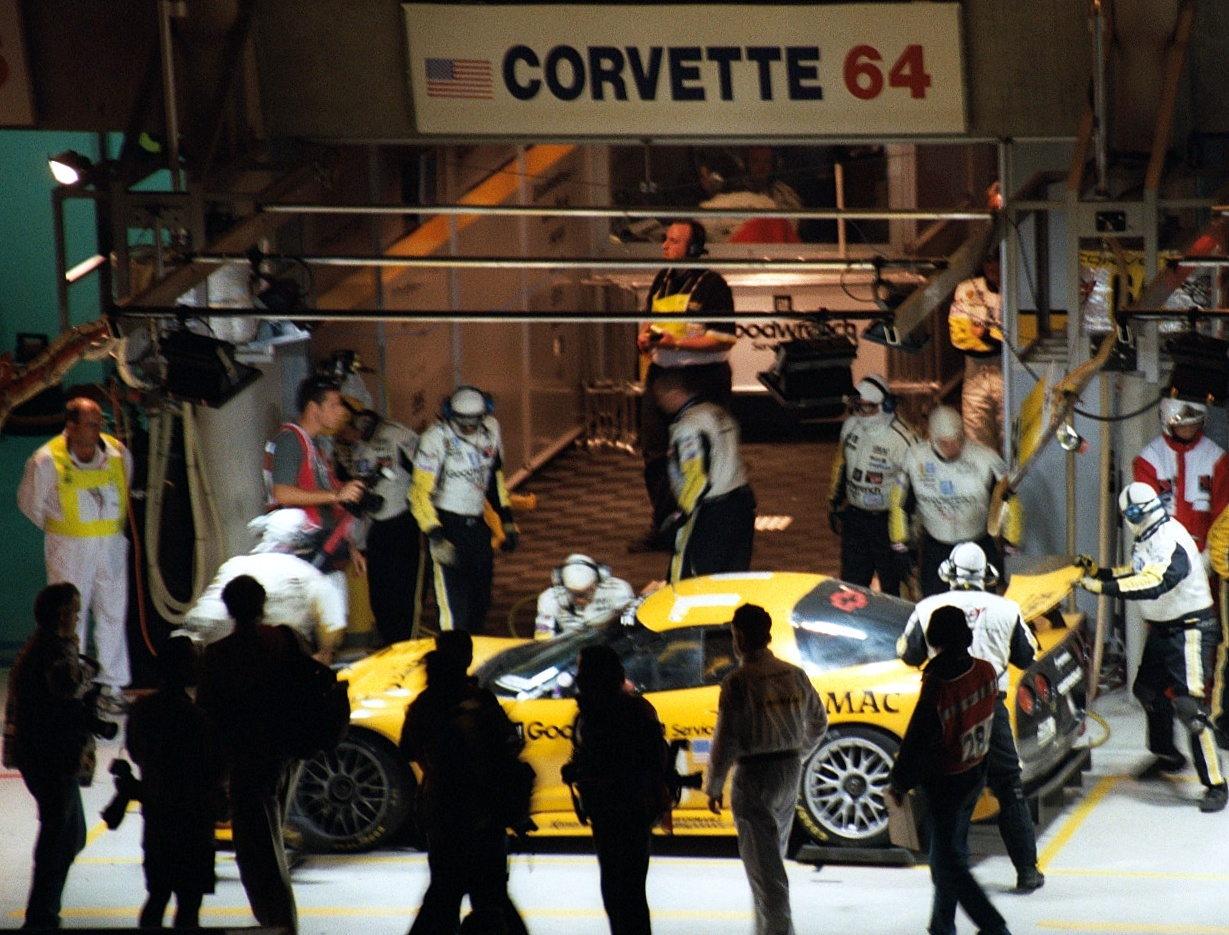
24-Stunden-Rennen von Le Mans 2001; Boxenstopp beim von Franck Fréon gefahrenen Chevrolet Corvette C5-R

Franck Fréon (* 16. März 1962 in Paris) ist ein französischer Unternehmer und ehemaliger Autorennfahrer.

## Karriere als Rennfahrer

### Monopostosport
Franck Fréon begann seine internationale Karriere in der französischen Formel-Renault-Meisterschaft, die er 1986 als Gesamtneunter (Meister Érik Comas vor Jean-Marc Gounon und Didier Artzet) abschloss. Nach einem vierten Gesamtrang in dieser Meisterschaft 1987, wechselte er 1988 in die Französische Formel-3-Meisterschaft. Die Formel 3 diente als Übergang und Vorbereitung für den Einstieg in die Formel 3000. 1988 beendete er die französische Meisterschaft an der elften Stelle der Endwertung. Mit 28 erreichten Meisterschaftspunkten hatte er am Saisonende einen Rückstand von 108 Zählern auf den Titelgewinner Érik Comas. Der Start mit einem Reynard 883 in der Deutschen Formel-3-Meisterschaft in diesem Jahr blieb ein Einzelereignis. Seine letzte Saison in dieser Rennformel war 1989, als er erneut in der französischen Meisterschaft an den Start ging. Fréon fuhr einen Dallara 389 und beendete das Rennjahr an der siebten Stelle der Gesamtwertung (Den Titel eines Gesamtsiegers gewann Jean-Marc Gounon für Oreca).
3000 erfolgte der Umstieg in die Internationale Formel-3000-Meisterschaft. Eine Etablierung in dieser Rennserie misslang jedoch. Er erreichte nur zwei Meisterschaftspunkte und schloss die Saison als 19. ab. Erstaunlicherweise gewann auch dieses Championat Èrik Comas, der schon die Formel Renault- und Formel-3-Meisterschaften gewann, an denen Fréon sich beteiligt hatte.
2001 setzte er seine Karriere in Nordamerika fort und ging in der Indy Lights an den Start. Für das Antreten in der Saison 1991 baute er ein eigenes Rennteam auf, dessen Finanzierung er teilweise selbst übernahm. Einsatzwagen war ein March 83A, mit dem er den vierten Gesamtrang der Meisterschaft erreichte. Ende des Jahres stellte er den Betrieb des eigenen Teams ein und wechselte zu Landford Racing, wo er mit einem March 86A hinter Robbie Buhl Vizemeister wurde. Die beiden folgenden Jahre in der CART-Serie litten unter fehlendem konkurrenzfähigen Wagenmaterial. Er wechselte mehrmals die Rennteams und konnte während der beiden Saisons nur einen Wertungspunkt einfahren.

### GT- und Sportwagenrennen
Neben seinen Engagements im Monopostosport begann Fréon Ende der 1980er-Jahre GT- und Sportwagenrennen zu fahren. Nach Einzeleinsätzen, vor allem beim 24-Stunden-Rennen von Spa-Francorchamps, und seinem Debüt beim 24-Stunden-Rennen von Le Mans 1994 fuhr er ab 1995 regelmäßig in der IMSA-GT-Serie. Seine besten Ergebnisse erzielte er für Corvette Racing, deren Werksfahrer er zwischen 2000 und 2003 war. 2001 gewann er gemeinsam mit Ron Fellows, Chris Kneifel und Johnny O’Connell auf einem Chevrolet Corvette C5-R das 24-Stunden-Rennen von Daytona. Beim 12-Stunden-Rennen von Sebring platzierte er sich 2001 an der siebten Stelle der Gesamtwertung. 2003 siegte er mit seinen Rennpartnern Fellows und O’Connell in der GTS-Klasse. In Le Mans ging er zehnmal als Fahrer ins Rennen, die beste Platzierung im Gesamtklassement war der siebe Rang 1995, den er gemeinsam mit Jim Downing und Yōjirō Terada im Kudzu DG-3 einfuhr.

## Unternehmer
Nach dem Ende seiner Rennkarriere nach dem Ablauf der Saison 2003 gründete Franck Fréon in Egg Harbor Township einen Automobilhandel. Vertrieben werden Gebrauchtwagen europäischer, japanischer und US-amerikanischer Hersteller. Franck Fréon ist seit 1997 verheiratet und Vater zweier Kinder.

## Statistik

### Le-Mans-Ergebnisse
| Jahr | Team                  | Fahrzeug                | Teamkollege      | Teamkollege      | Platzierung             | Ausfallgrund |
| ---- | --------------------- | ----------------------- | ---------------- | ---------------- | ----------------------- | ------------ |
| 1994 | Team Arnature         | Mazda RX-7 GTO          | Pierre de Thoisy | Yōjirō Terada    | Rang 15                 |              |
| 1995 | D.T.R with Mazdaspeed | Kudzu DG-3              | Jim Downing      | Yōjirō Terada    | Rang 7                  |              |
| 1996 | Mazdaspeed            | Kudzu DLM               | Jim Downing      | Yōjirō Terada    | Rang 25 und Klassensieg |              |
| 1997 | D.T.R with Mazdaspeed | Kudzu DLM4              | Jim Downing      | Yōjirō Terada    | Rang 17                 |              |
| 1998 | Courage Compétition   | Courage C41             | Olivier Thévenin | Yōjirō Terada    | Rang 16                 |              |
| 1999 | Autoexe Motorsports   | Autoexe LMP99           | Robin Donovan    | Yōjirō Terada    | Ausfall                 | Motorschaden |
| 2000 | Corvette Racing       | Chevrolet Corvette C5-R | Andy Pilgrim     | Kelly Collins    | Rang 10                 |              |
| 2001 | Corvette Racing       | Chevrolet Corvette C5-R | Andy Pilgrim     | Kelly Collins    | Rang 14                 |              |
| 2002 | Corvette Racing       | Chevrolet Corvette C5-R | Andy Pilgrim     | Kelly Collins    | Rang 13                 |              |
| 2003 | Corvette Racing       | Chevrolet Corvette C5-R | Ron Fellows      | Johnny O’Connell | Rang 12                 |              |

### Sebring-Ergebnisse
| Jahr | Team                | Fahrzeug                | Teamkollege      | Teamkollege   | Platzierung            | Ausfallgrund    |
| ---- | ------------------- | ----------------------- | ---------------- | ------------- | ---------------------- | --------------- |
| 1996 | Lee Payne Racing    | Riley & Scott Mk III    | Ross Bentley     | Lee Payne     | Ausfall                | Getriebeschaden |
| 1999 | Autoexe Motorsports | Autoexe LMP99           | Yōjirō Terada    |               | Rang 26                |                 |
| 2000 | Corvette Racing     | Chevrolet Corvette C5-R | Andy Pilgrim     | Kelly Collins | Rang 16                |                 |
| 2001 | Corvette Racing     | Chevrolet Corvette C5-R | Andy Pilgrim     | Kelly Collins | Rang 7                 |                 |
| 2002 | Corvette Racing     | Chevrolet Corvette C5-R | Andy Pilgrim     | Kelly Collins | Rang 13                |                 |
| 2003 | Corvette Racing     | Chevrolet Corvette C5-R | Johnny O’Connell | Ron Fellows   | Rang 8 und Klassensieg |                 |